# Frans Alfred Meeng
Frans Alfred Meeng (* 18. Januar 1910 in Niederländisch-Indien, heute Indonesien; † 18. September 1944) war ein indonesischer Fußballspieler.

## Leben
Meeng spielte für SVVB Batavia, einem Verein aus der Hauptstadt der seinerzeitigen niederländischen Kolonie Niederländisch-Indien, dem heutigen Jakarta, der Hauptstadt Indonesiens.
Er gehörte zum Aufgebot der niederländisch-indischen Nationalmannschaft bei der Weltmeisterschaft 1938 in Frankreich. Meeng war Kapitän der Mannschaft, die am 5. Juni 1938 in Reims im Achtelfinale des Turniers mit 0:6 gegen den späteren Vizeweltmeister Ungarn ausschied.
Als Unteroffizier des niederländischen Marinekorps geriet Meeng im Zweiten Weltkrieg in japanische Kriegsgefangenschaft. Er starb zusammen mit mehr als 5000 anderen Kriegsgefangenen beim Untergang des japanischen Frachtschiffes Jun’yō Maru, nachdem es von dem britischen U-Boot HMS Tradewind torpediert worden war.